# Mas Ventós (Pardines)
El Mas Ventós és un mas situat al municipi de Pardines, a la comarca catalana del Ripollès, entre el nucli municipal i el Segadell. Es troba al camí vell que unia Pardines amb Ribes de Freser.